# Леопольд Гернай
Леопольд Гернай (нід. Léopold Gernaey, 25 лютого 1927, Гістел — 4 серпня 2005) — бельгійський футболіст, що грав на позиції воротаря за клуби «АС Остенде» та «Беєрсхот», а також національну збірну Бельгії.

## Клубна кар'єра
У дорослому футболі дебютував 1952 року виступами за команду клубу «АС Остенде», в якій провів шість сезонів. 
1958 року перейшов до клубу «Беєрсхот», за який відіграв 4 сезони. Завершив професійну кар'єру футболіста виступами за команду «Беєрсхот» у 1962 році.
Помер 4 серпня 2005 року на 79-му році життя.

## Виступи за збірну
1953 року дебютував в офіційних матчах у складі національної збірної Бельгії. Протягом кар'єри у національній команді, яка тривала 5 років, провів у формі головної команди країни 17 матчів.
Був основним воротарем збірної на чемпіонаті світу 1954 року у Швейцарії, де захищав її ворота в обох іграх бельгійців на турнірі.